# Royale Union Saint-Gilloise
Az Union SG (teljes nevén Royale Union Saint-Gilloise) belga labdarúgócsapatot 1897-ben alapították, székhelye Brüsszelben van. Tizenegyszer nyert bajnokságot, kétszer nemzeti kupát.

## Története
A klubot 1897-ben alapították és egy évvel később lépett be a másodosztályba. Három évvel később sikerült az osztályváltás, majd a feljutást követően egészen az első világháborúig Belgium egyik meghatározó csapataként lehetett tekinteni rá. Ez időszakban hét bajnoki címet szerzett. A háborúkat követően hat évig volt igazán kiemelkedő klub, 1922-ben a klub 25. évfordulójának alkalmával megkapta a Royale jelzőt is a nevébe.
Az 1920-as évek második felétől a hanyatlás volt jellemző, majd egy újabb sikeres generáció jelent meg, a következő évtized elején újabb három bajnoki címet gyűjtöttek be egyhuzamban. A labdarúgás fejlődésével a klub előbb ismét a középmezőnybe esett vissza, majd az 1950-es években az első kiesés. A kétéves másodosztályú szereplés után sikerült visszatérnie és stabilizálnia a helyét az első osztályban, de ez nem tartott sokáig, miután a hatvanas évek közepétől hol feljutott, hol kiesett. 1981-ben már a negyedosztályban voltak. A 2000-es évek közepén volt egy négyéves időszak, mikor a másodosztályban szerepelhettek, de aztán újra kiestek.
2018-ban Tony Bloom lett a Royale Union többségi tulajdonosa, üzlettársával Alex Muzióval, aki az elnöki széket foglalta el. A 2020–21-es szezont megnyerték és feljutottak az élvonalba 48 évet követően.

## Jelenlegi keret
2025. február 2-i állapotnak megfelelően.
| #  |     | Poszt | Név                   |
| -- | --- | ----- | --------------------- |
| 1  | BEL | K     | Vic Chambaere         |
| 4  | NOR | KP    | Mathias Rasmussen     |
| 5  | ARG | V     | Kevin Mac Allister    |
| 6  | BEL | KP    | Kamiel Van de Perre   |
| 9  | CRO | CS    | Franjo Ivanović       |
| 10 | BEL | KP    | Anouar Ait El Hadj    |
| 11 | GER | CS    | Henok Teklab          |
| 12 | NGA | CS    | Promise David         |
| 13 | ECU | CS    | Kevin Rodríguez       |
| 14 | SWE | K     | Joachim Imbrechts     |
| 16 | ENG | V     | Christian Burgess     |
| 19 | BEL | V     | Guillaume François    |
| 20 | SUI | CS    | Marc Giger            |
| 21 | BEL | KP    | Alessio Castro-Montes |

| #  |     | Poszt | Név                   |
| -- | --- | ----- | --------------------- |
| 22 | SEN | CS    | Ousseynou Niang       |
| 23 | MAR | CS    | Szofján Bufál         |
| 24 | BEL | KP    | Charles Vanhoutte     |
| 25 | ISR | CS    | Anan Khalaily         |
| 26 | ENG | V     | Ross Sykes            |
| 27 | COD | V     | Noah Sadiki           |
| 28 | JPN | V     | Macsida Kóki          |
| 33 | BEL | KP    | Soulaimane Berradi    |
| 48 | BEL | V     | Fedde Leysen          |
| 49 | LUX | K     | Anthony Moris ()      |
| 74 | BEL | V     | Daniel Tshilanda      |
| 77 | GHA | CS    | Mohammed Fuseini      |
| 85 | BEL | V     | Arnaud Dony           |
| –  | SEN | V     | Mamadou Thierno Barry |

## Sikerek
Jupiler League
- Bajnok (12): 1903–04, 1904–05, 1905–06, 1906–07, 1908–09, 1909–10, 1912–13, 1922–23, 1932–33, 1933–34, 1934–35, 2024–25
- Ezüstérmes (9): 1902–03, 1907–08, 1911–12, 1913–14, 1919–20, 1920–21, 1921–22, 1923–24, 2021–22

Challenge League
- Bajnok (4): 1900–01, 1950–51, 1963–64, 2020–21

Third Division
- Bajnok (3): 1975–76, 1983–84, 2003–04

Fourth Division
- Bajnok (1): 1982–83

Belga Kupa
- Győztes (3): 1912–13, 1913–14, 2023–24

Belga Szuperkupa
- Győztes (1): 2024

## Ismertebb játékosok
| - Harald Nickel - Robert Coppée - Paul Courant - François Demol - Pierre-Joseph Destrebecq - Henri Diricx - Émile Hanse |  | - Georges Hebdin - Henri Leroy - Gaby Mudingayi - Joseph Musch - Alphonse Six - Philibert Smellinckx - Léonard Roufosse |  | - Jacques Teugels - Jean-Marie Trappeniers - Jacques Van Caelenberghe - Paul Van Den Berg - François Vanden Eynde - Charles Vanderstappen - Gustave Vanderstappen |  | - Joseph Vanderstappen - André Vandeweyer - Louis Van Hege - Oscar Verbeeck - Jan Verheyen - Maryan Synakowski - Paul Philipp |  | - Szanháríb Malki - Ignazio Cocchiere |

## Elnökök
| - Alfred Lombaert (1897-1898) - Charles Barette (1898-1908) - Paul Grumeau (1908-1921) - Joseph Marien (1921-1933) - Émile Mouvet (1933-1935) - Louis Leysen (1935-1942) - Pierre Desmet (1942-1952) - Emile Hanse (1952-1963) - Charles Van den Borre (1963-1973) - Jean Boddaer (1973-1975) - Ghislain Bayet (1975-1976) - Jean Boddaer (1977-1986) |  | - Jean Godefroid (1986-1987) - Jacques Baugniet (1987-1990) - Jean Godefroid (2) (1990-1993) - Charles Picqué (1993-2000) - Willy Michielsen (2000-2002) - Giovanni Ravasio (2002-2006) - Enrico Bove (2006-2007) - Willy Michielsen (2) (2007-2009) - Enrico Bove (2) (2009-2013) - Alain Vander Borght (2013-2015) - Jürgen Baatzsch (2015-2018) - Tony Bloom (2018-2019) |  | - Alex Muzio (2019- ) |